# 캐서린 저폰
캐서린 저폰(영어: Katherine Zappone, 1953년 11월 25일 ~ )은 미국 태생의 아일랜드 정치인이며 페미니즘 신학자이다. 2011년 이래 아일랜드 의회 상원의원(시너드 에이렌)이다.

## 생애
본래 그녀는 미국 워싱턴 주 시애틀 태생이며, 미국 워싱턴주 올림피아에서 성장하였고 보스턴 칼리지에서 교육학과 종교학을 공부했다. 1983년 동반자 앤 루이즈 길리건과 함께 아일랜드 공화국으로 이주했고 1995년 시민권을 취득했다. 2011년 5월 20일, 노동당 상원의원 에이먼 길모어의 추천으로 티셔흐 엔다 케니의 지명을 받아 아일랜드 더블린 수도권의 무소속 상원의원으로 취임했다.
2015년 아일랜드에서 국민투표를 거쳐 동성결혼이 법제화되었을 때, 그녀는 동반자 길리건과 함께 환호하는 모습을 보였다.